# Edad de Oro danesa

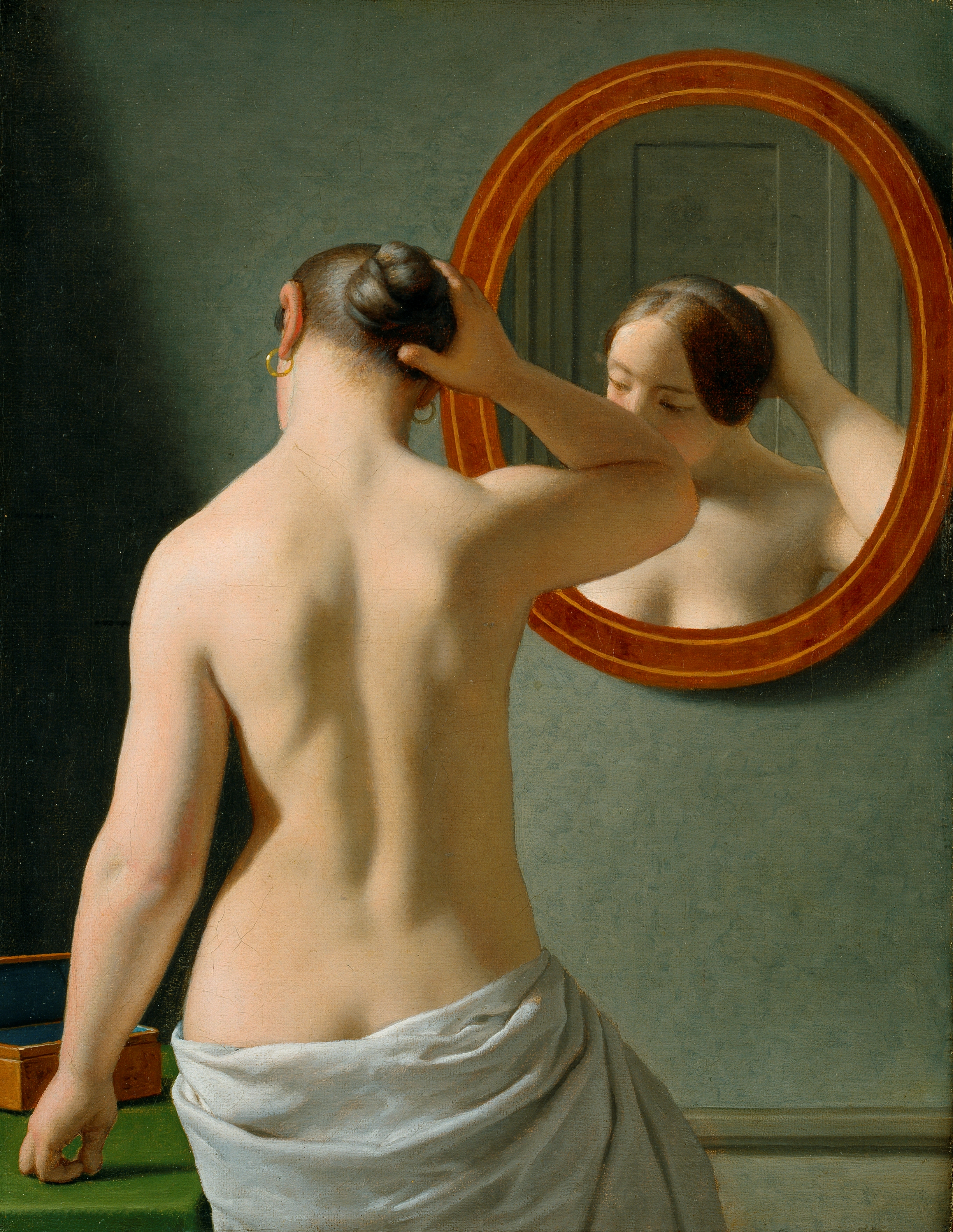
Christoffer Wilhelm Eckersberg, Una mujer desnuda arregla su cabello frente a un espejo, 1841.

La Edad de Oro danesa (en danés: Den danske guldalder) se refiere a un período de producción creativa excepcional en Dinamarca, especialmente durante la primera mitad del siglo XIX. Aunque Copenhague había sufrido incendios, bombardeos y el país una quiebra nacional, las artes asumieron un nuevo período de creatividad catalizada por el romanticismo alemán. El período probablemente se asocia más comúnmente con la Edad de Oro de la pintura danesa desde 1800 hasta alrededor de 1850 —con el trabajo de Christoffer Wilhelm Eckersberg y sus estudiantes, como Wilhelm Bendz, Christen Købke, Martinus Rørbye, Constantin Hansen y Wilhelm Marstrand— así como con la escultura de Bertel Thorvaldsen.
También tuvo lugar el desarrollo de la arquitectura danesa en el estilo neoclásico. Copenhague, en particular, adquirió un nuevo aspecto, con edificios diseñados por Christian Frederik Hansen y Michael Gottlieb Bindesbøll.
En relación con la música, la Edad de Oro vio figuras inspiradas en el nacionalismo romántico danés, como J. P. E. Hartmann, Hans Christian Lumbye, Niels W. Gade y el maestro de ballet August Bournonville. La literatura centrada en el pensamiento romántico, introducida en 1802 por el filósofo noruego-alemán Henrik Steffens y tuvo como figuras clave a Adam Oehlenschläger, Bernhard Severin Ingemann, N. F. S. Grundtvig y Hans Christian Andersen, el defensor del cuento de hadas moderno. Søren Kierkegaard impulsó la filosofía, mientras que Hans Christian Ørsted logró avances fundamentales en la ciencia. Así pues, la Edad de Oro tuvo un profundo efecto no sólo en la vida en Dinamarca sino, con el tiempo, también en el frente internacional.

## Antecedentes y contexto

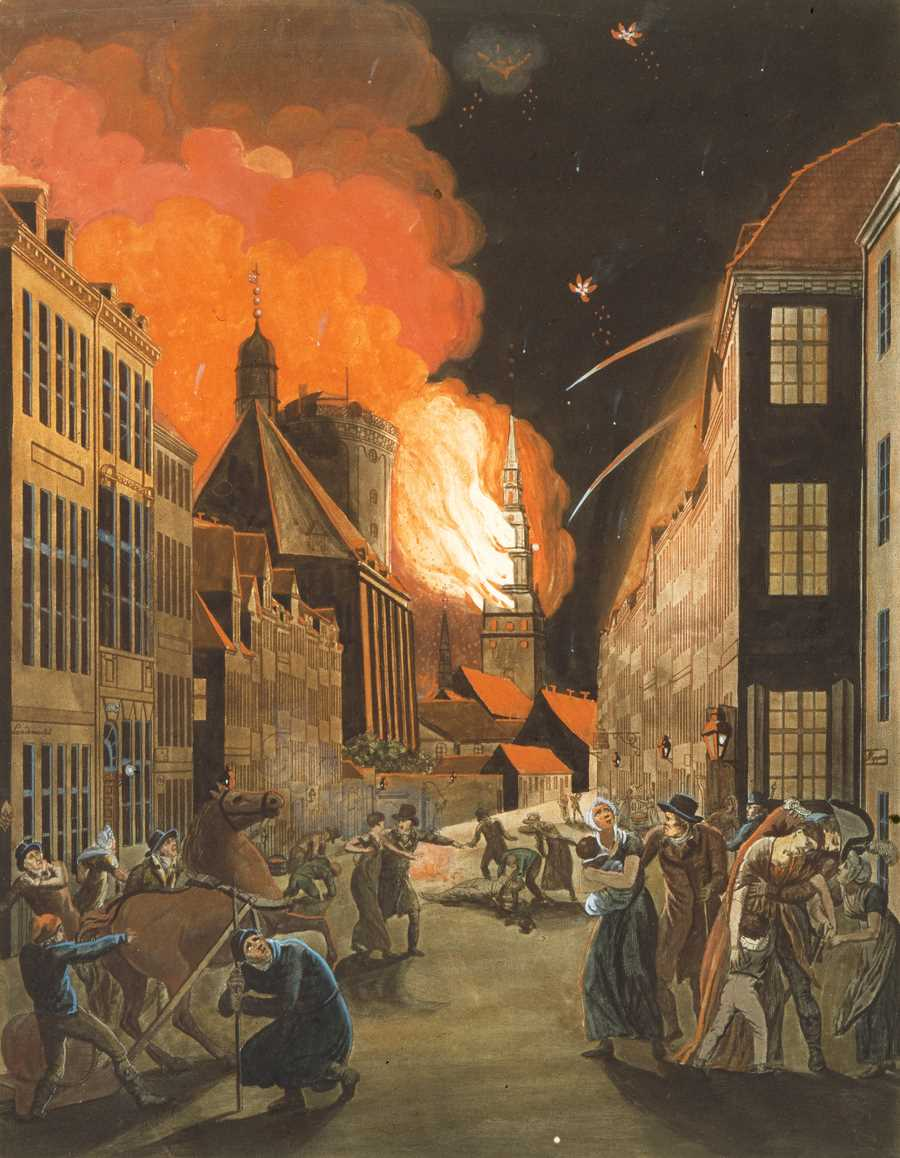
Copenhague en llamas (1807), obra de C.W. Eckersberg

Los orígenes de la Edad de Oro se remontan aproximadamente a principios del siglo XIX, que fue un período muy difícil para Dinamarca y Noruega. Copenhague, el centro de la vida intelectual del país, experimentó por primera vez importantes incendios, el de 1794 y gran incendio de 1795 que destruyeron tanto el Palacio de Christiansborg como grandes zonas del centro de la ciudad. En 1801, como resultado de la participación del país en la Segunda Liga de Neutralidad Armada, la Royal Navy atacó con éxito a una flota danesa en la primera batalla de Copenhague (1801). En 1807, ante los rumores de que los franceses podrían obligar a Dinamarca y Noruega a cerrar el mar Báltico a su navegación, los británicos bombardearon Copenhague, quemando grandes zonas de la ciudad. Luego, en 1813, como resultado de la incapacidad del país para afrontar los costos de la guerra, el gobierno dano-noruego se declaró en estado de quiebra. Para empeorar las cosas, Noruega dejó de ser parte de los reinos de Oldenburg cuando fue cedida a Suecia (Suecia-Noruega) al año siguiente, en el Tratado de Kiel.
Sin embargo, estos acontecimientos brindaron nuevas oportunidades para Copenhague. Los arquitectos y planificadores ampliaron las calles y construyeron edificios neoclásicos bellamente diseñados que ofrecen una apariencia más luminosa pero íntima. En aquella época, con una población de sólo 100.000 habitantes, la ciudad era todavía bastante pequeña y estaba construida dentro de los límites de las antiguas murallas. Como resultado, las principales figuras de la época se reunían con frecuencia, compartían sus ideas y unían las artes y las ciencias. Henrik Steffens fue quizás el defensor más eficaz de la idea romántica. En una serie de conferencias en Copenhague, transmitió con éxito a los daneses las ideas detrás del romanticismo alemán. Pensadores influyentes, como Oehlenschläger y Grundtvig, rápidamente adoptaron sus puntos de vista. No pasó mucho tiempo antes de que los daneses de todas las ramas de las artes y las ciencias se involucraran en una nueva era de nacionalismo romántico, más tarde conocida como la Edad de Oro danesa.

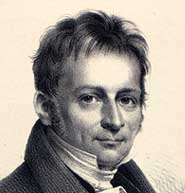
Henrik Steffens (1773-1845) quien dio un ciclo de conferencias sobre el romanticismo alemán

El cambio se hizo evidente especialmente en el campo de la pintura. Si bien anteriormente el arte había servido para defender la monarquía y el establishment, Christoffer Wilhelm Eckersberg y sus estudiantes se dieron cuenta de que, con la llegada de la industrialización, las clases medias estaban ganando cada vez más poder e influencia. El gran arte histórico dio paso a pinturas y paisajes de género, más atractivos pero menos pretenciosos.
El periodo principal del Siglo de Oro tuvo lugar durante la primera mitad del siglo XIX. Por esa época, la cultura danesa sufrió el estallido de la primera guerra de Schleswig (1848-1851) y luego la Segunda en 1864. Además, las reformas políticas que implicaron el fin de la monarquía absoluta en 1848 y la adopción de la constitución danesa al año siguiente marcó el comienzo de una nueva era. Finalmente, la ampliación de Copenhague más allá de las antiguas murallas durante la década de 1850 abrió nuevos horizontes para la expansión urbana.
No será hasta 1890 cuando el filósofo danés Valdemar Vedel utilizara por primera vez el término Guldalderen  o Edad de Oro para describir el período. En 1896, el autor Vilhelm Andersen consideró la Edad de Oro iniciada por Henrich Steffens como el período más rico de la historia cultural danesa.

## Pintura
A principios del siglo XIX, la Edad de Oro de la pintura danesa surgió para formar un estilo nacional distinto por primera vez desde la Edad Media; el período duró hasta mediados de siglo. Fue un estilo inspirado en la pintura holandesa del Siglo de Oro, especialmente en su pintura de paisajes, y que representa la luz del norte que es suave pero permite fuertes contrastes de color. El tratamiento de las escenas es típicamente una versión idealizada de la realidad, pero sin pretensiones, pareciendo más realista de lo que realmente es. También son comunes las escenas de interiores, a menudo pequeños grupos de retratos, con un tratamiento similar de humildes objetos y muebles domésticos, a menudo del círculo de amigos del artista. Se vio poco arte danés fuera del país (de hecho, la mayor parte permanece allí hasta el día de hoy), aunque el líder de la pintura romántica alemana formado en Dinamarca, Caspar David Friedrich, fue importante en la difusión de su influencia en Alemania.
Una figura crucial fue Christoffer Wilhelm Eckersberg, que había estudiado en París con Jacques-Louis David y fue influenciado aún más hacia el neoclasicismo por el escultor Bertel Thorvaldsen. Eckersberg enseñó en la Academia de 1818 a 1853, fue director de 1827 a 1828 y tuvo una influencia importante en la siguiente generación, en la que la pintura de paisajes pasó a primer plano. Enseñó a la mayoría de los principales artistas de la época, entre ellos Wilhelm Bendz, Albert Küchler, Christen Købke, Vilhelm Kyhn, Jørgen Roed, Holger Roed, Martinus Rørbye, Constantin Hansen, Jorgen Sonne, Bolette Puggaard, Fritz Petzholdt y Wilhelm Marstrand.
Una compañía de artistas daneses en Roma, pintada por Constantin Hansen, 1837. Tumbado en el suelo está el arquitecto Bindesbøll. De izquierda a derecha: Constantin Hansen, Martinus Rørbye, Wilhelm Marstrand, Albert Küchler, Ditlev Blunck y Jørgen Sonne.
Una investigación de los dibujos, bocetos, bocetos al óleo y pinturas terminadas tanto por Eckersberg como por sus alumnos Christen Købke y Constantin Hansen, utilizando sus vistas italianas como ejemplos, señala una serie de aspectos importantes que arrojan luz sobre el proceso creativo en la pintura danesa del Siglo de Oro en la primera mitad del siglo XIX. Los dibujos preliminares, preferiblemente dibujos de composición, que se hicieron delante del motivo, fueron construidos meticulosamente y reproducían muchos detalles. La arquitectura recibió la mayor atención de los pintores, mientras que la vegetación, las rocas y piedras, así como las figuras del paisaje, recibieron una menor atención. El dibujo realizado directamente a partir del motivo fue cuadrado en varias ocasiones con vistas a su transferencia a la pintura, que muchas veces no era mayor que el dibujo. Algunos elementos pudieron modificarse durante el proceso, pero en general el artista conservó las disposiciones originales con bastante precisión. En algunos casos, la arquitectura fue alterada conscientemente para fortalecer las formas y crear armonía en la imagen. De esta manera se puede demostrar que, aunque los motivos italianos parezcan realistas a primera vista, fueron ajustados o incluso manipulados por los artistas.

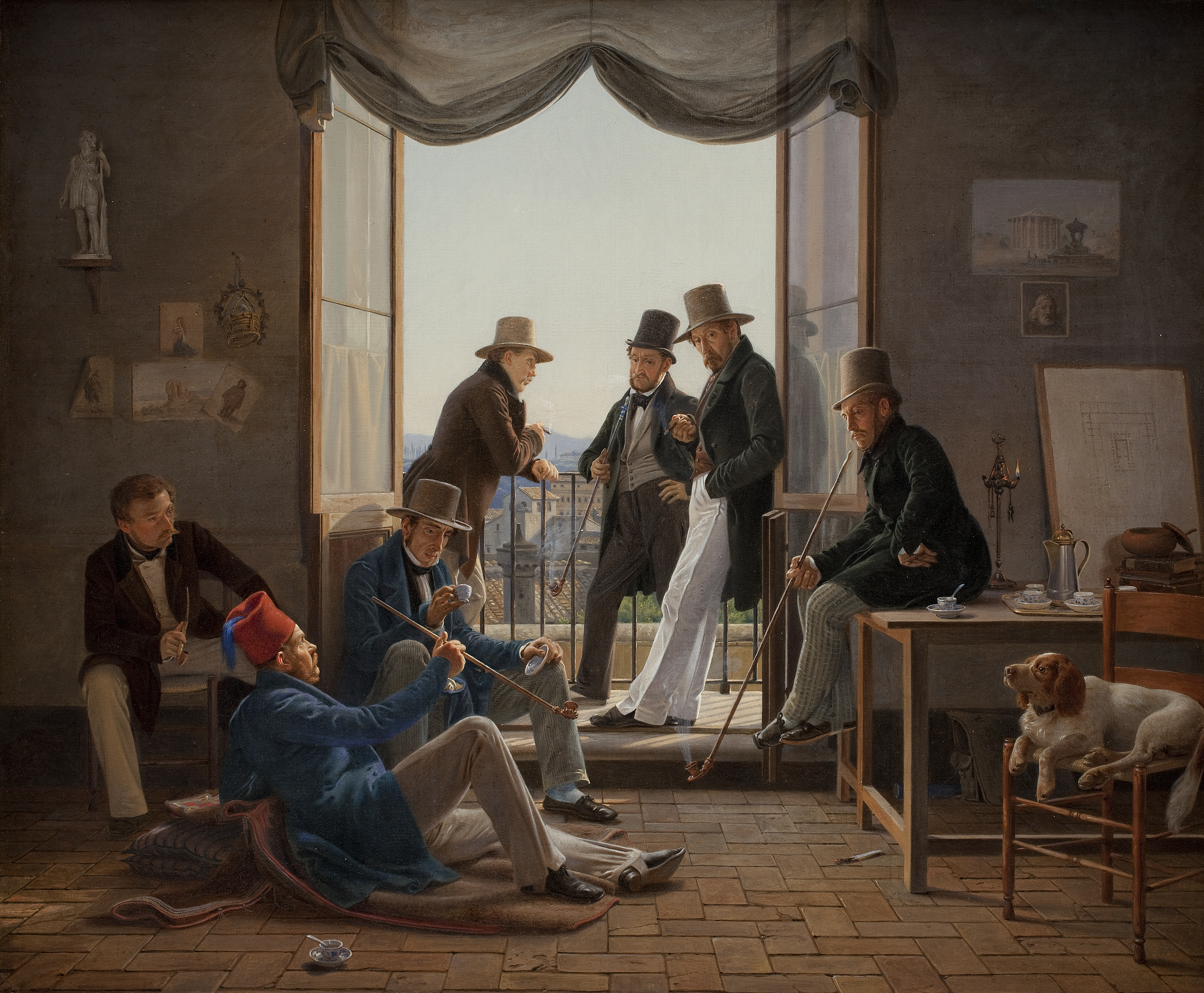
Un grupo de artistas daneses en Roma, pintada por Constantin Hansen, 1837. En el suelo, el arquitecto Bindesbøll; de izqda. a dcha., Constantin Hansen, Martinus Rørbye, Wilhelm Marstrand, Albert Küchler, Ditlev Blunck y Jørgen Sonne.

Entre los artistas destacados de la Edad de Oro de la pintura danesa se encuentran Wilhelm Bendz (1804-1832), recordado por sus numerosos retratos técnicamente logrados de colegas artistas como Ditlev Blunck y Christen Christensen, una escena de la clase de anatomía de la Academia, así como los retratos de grupo Una fiesta del tabaco y Artista por la noche en el café Finck's de Múnich; Constantin Hansen (1804-1880), profundamente interesado en la literatura y la mitología e inspirado por Niels Laurits Høyen, quien desarrolló la pintura histórica nacional basada en la mitología nórdica y pintó muchos retratos, incluido el histórico La Asamblea Constitucional (Den grundlovgivende Rigsforsamling); Christen Købke (1810-1848), también influido por Laurits Høyen, un historiador del arte que promovió un enfoque nacionalista que pedía a los artistas que buscaran temas en la vida popular de su país en lugar de buscar temas en otros países como Italia; Wilhelm Marstrand (1810-1873), un artista enormemente productivo que dominó una notable variedad de géneros, recordado especialmente por varias de sus obras que se han convertido en señales familiares de la historia y la cultura danesas: escenas de los salones y calles de Copenhague durante sus días de juventud; la festividad y la vida pública captadas en Roma; los numerosos retratos representativos de ciudadanos e innovadores; incluso los encargos monumentales para las universidades y la monarquía; y Martinus Rørbye (1803-1848), recordado por sus pinturas de género de Copenhague, por sus paisajes y por sus pinturas arquitectónicas, así como por los numerosos bocetos que realizó durante sus viajes a países raramente explorados en aquella época. Entre otros artistas, C.A. Jensen (1792-1870) se especializó casi exclusivamente en retratos y destacó por sus retratos particularmente animados de algunos de sus principales contemporáneos.
Al final del período, el estilo pictórico, especialmente en el arte del paisaje, quedó atrapado en el asunto político de la cuestión de Schleswig-Holstein, un tema vital para los daneses, pero notoriamente impenetrable para la mayoría de los demás europeos. En la década de 1870 será varios artistas jóvenes desafiaran a la Academia y estudiaran en París, comenzando a surgir un nuevo estilo que abarcaba el realismo y el impresionismo.

### Pintura de paisaje
El historiador del arte Niels Laurits Høyen, que enseñaba en la Academia, animaba a sus alumnos a dedicarse a la pintura de paisajes. Johan Thomas Lundbye, Christen Købke, P. C. Skovgaard, Dankvart Dreyer, Louis Gurlitt y Martinus Rørbye estuvieron entre los que desarrollaron un nuevo enfoque del género, concentrándose en escenas de la campiña danesa.

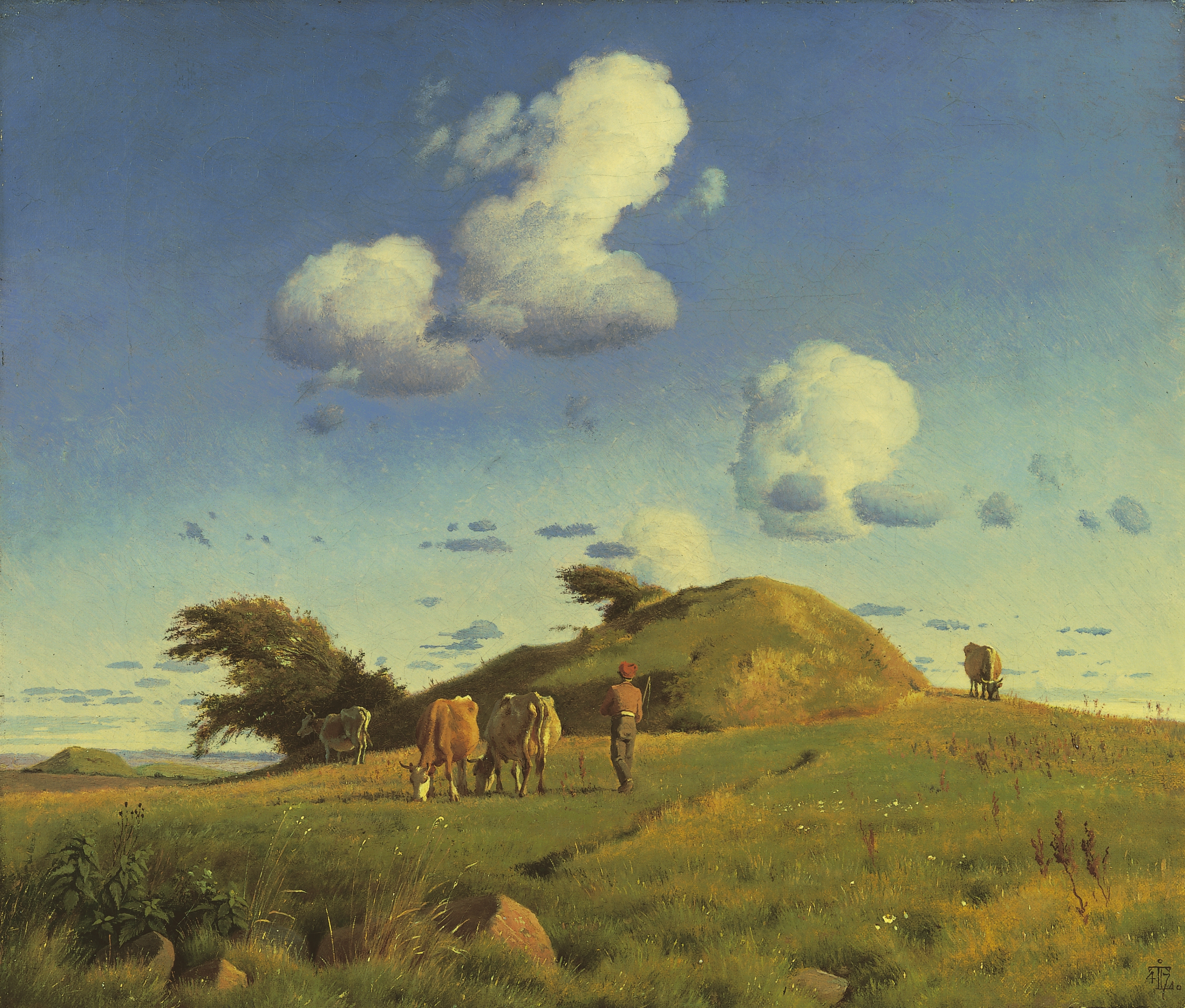
Hankehøj , de Johan Thomas Lundbye (1847)
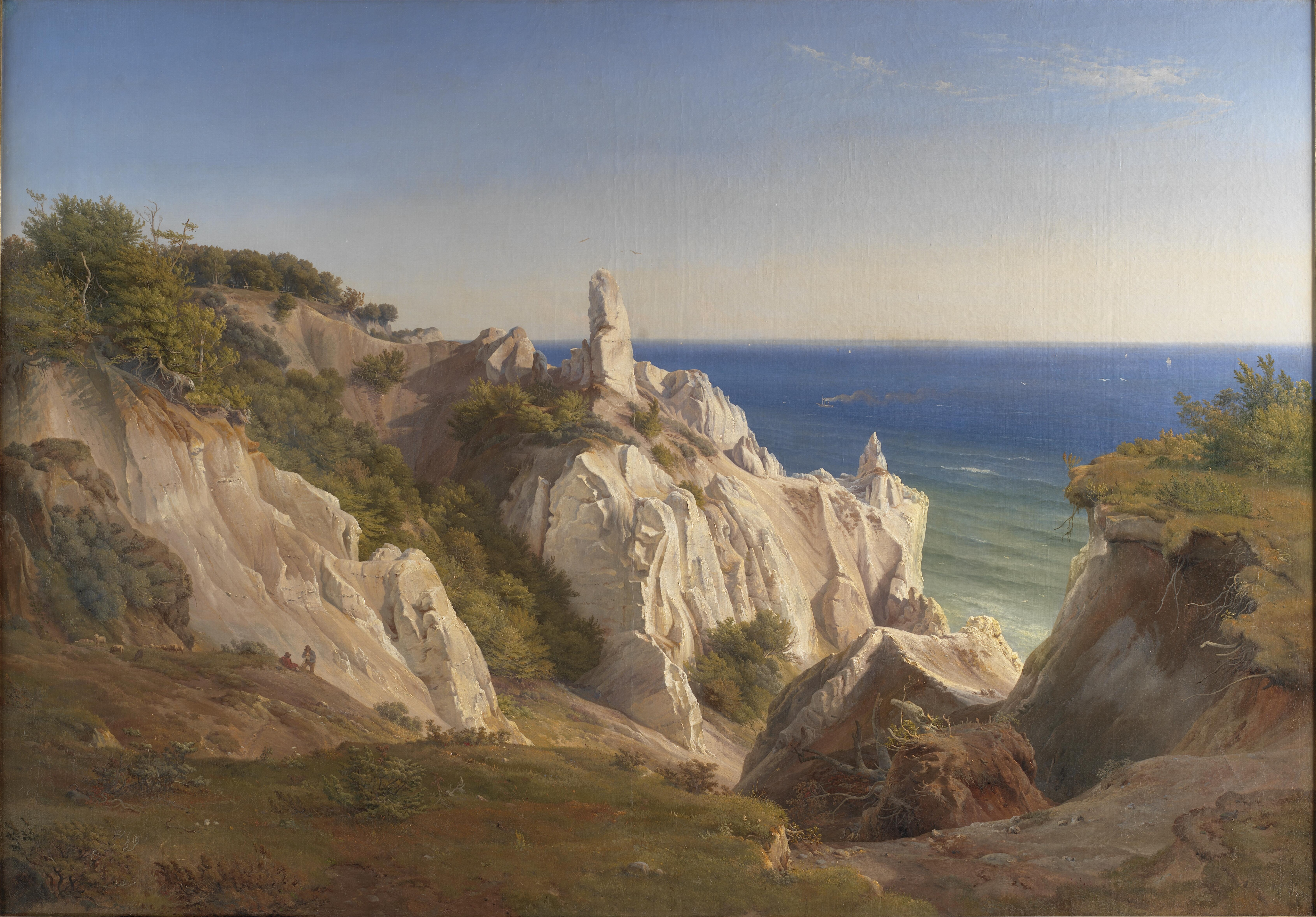
Møns Klint, de Louis Gurlitt (1842)
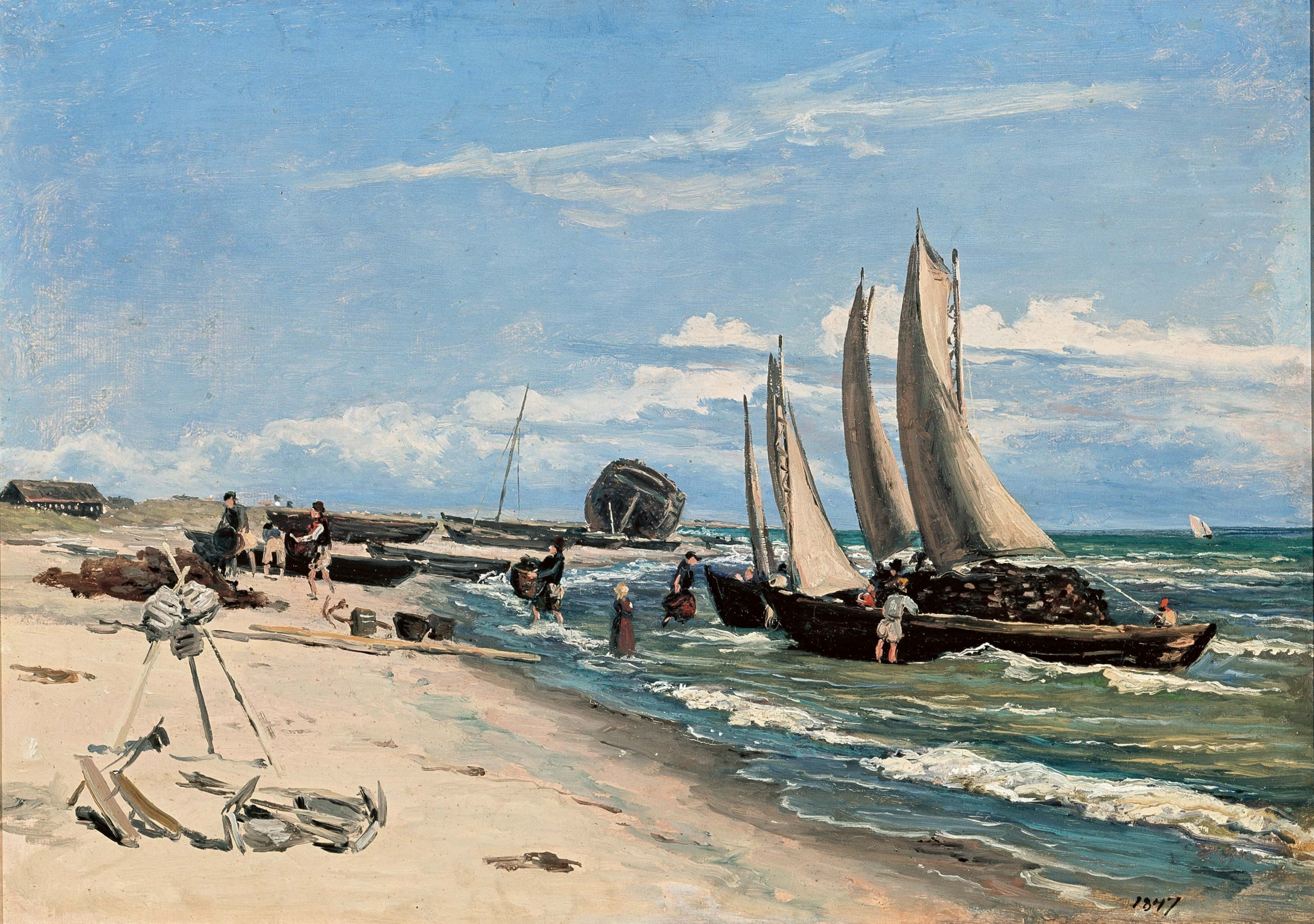
La playa de Skagen Vesterby, de Martinus Rørbye (1847)
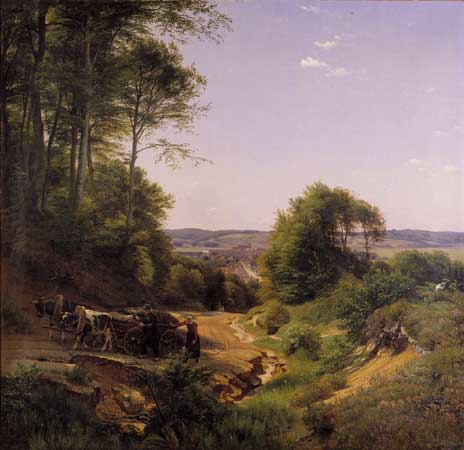
Vista de Vejle, de P. C. Skovgaard (1852)

### Pintura de género y retratos
Durante el Siglo de Oro también surgió un nuevo tipo de pintura de género. Uno de los motivos favoritos eran los interiores que representaban a las clases media y alta en los ambientes adecuados. Los retratos siguieron el mismo patrón.

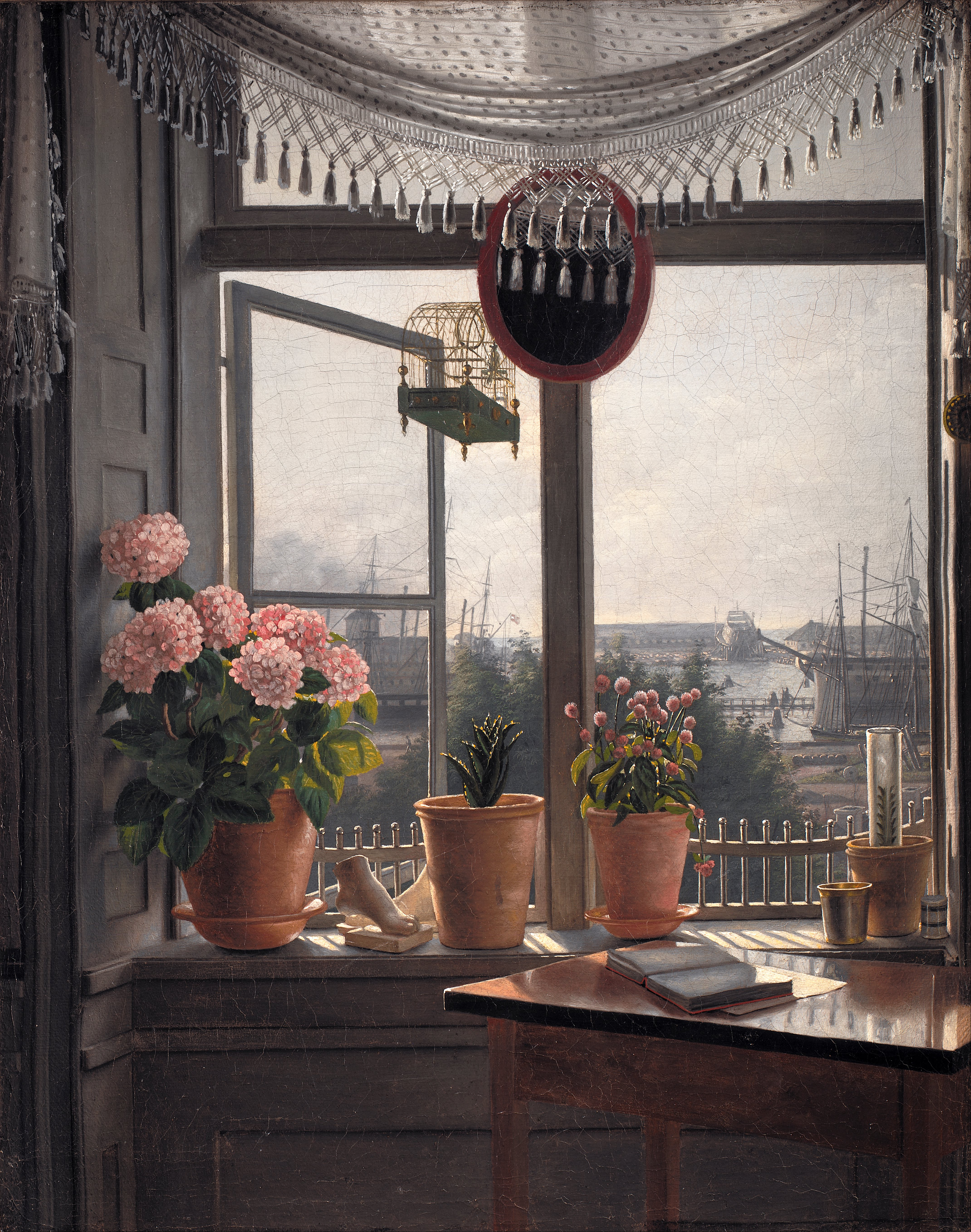
Vista desde la ventana del artista (1825), de Martinus Rørbye
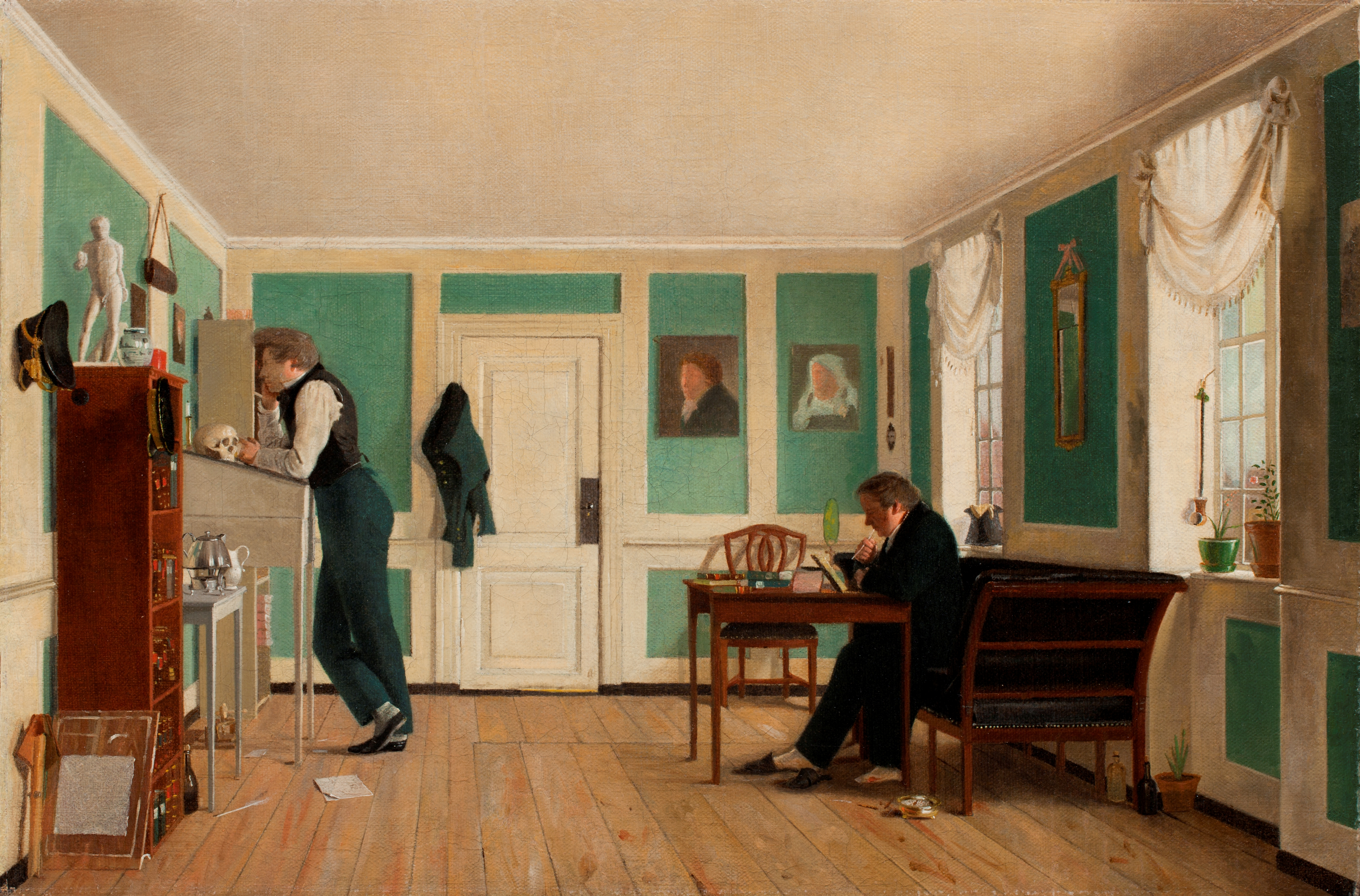
Interior de Amaliegade (1826), de Wilhelm Bendz
Clase de modelo en la Academia Danesa (1826), de Wilhelm Bendz
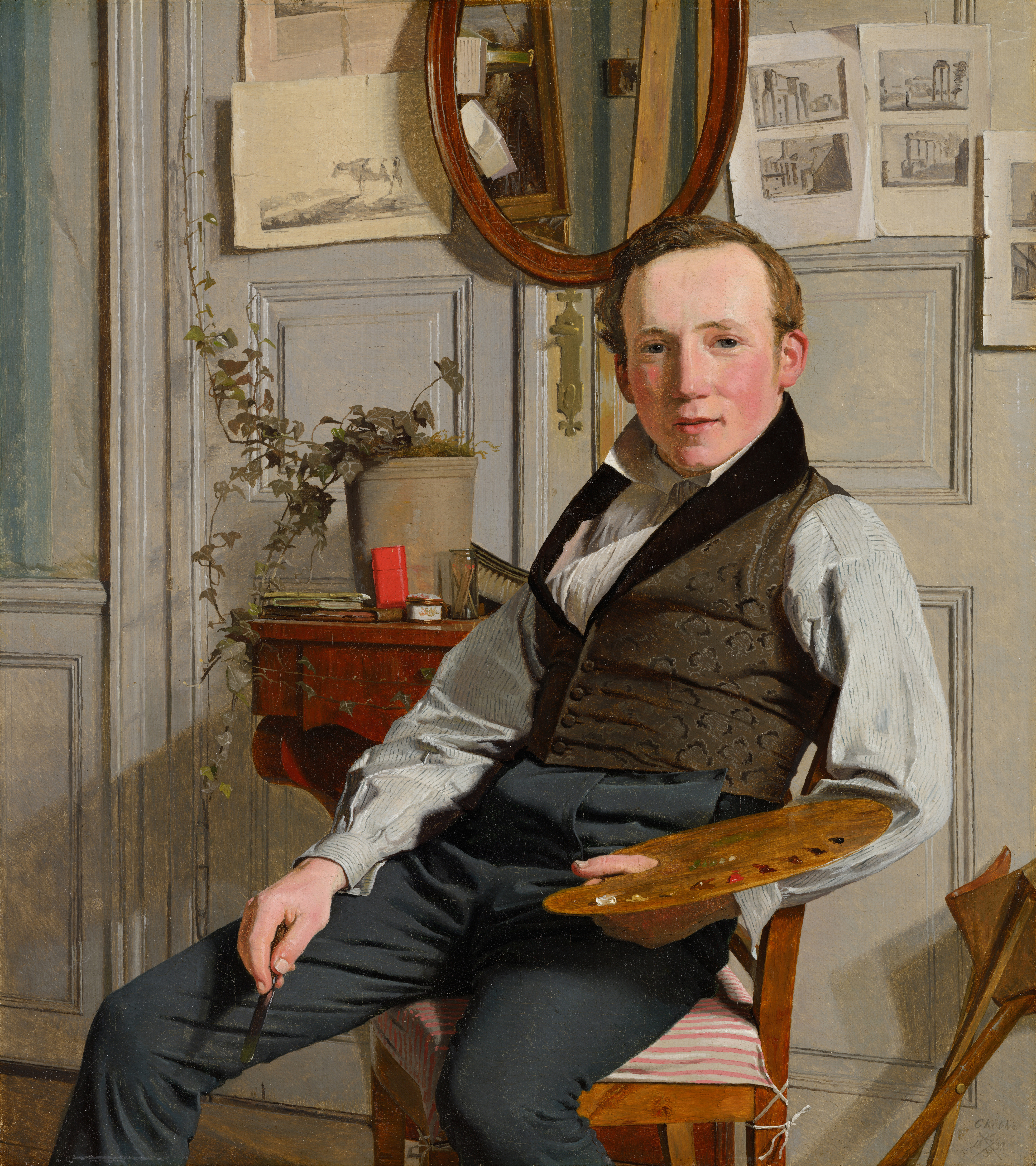
Retrato de Frederik Sødring (1832), de Christen Købke

## Arquitectura

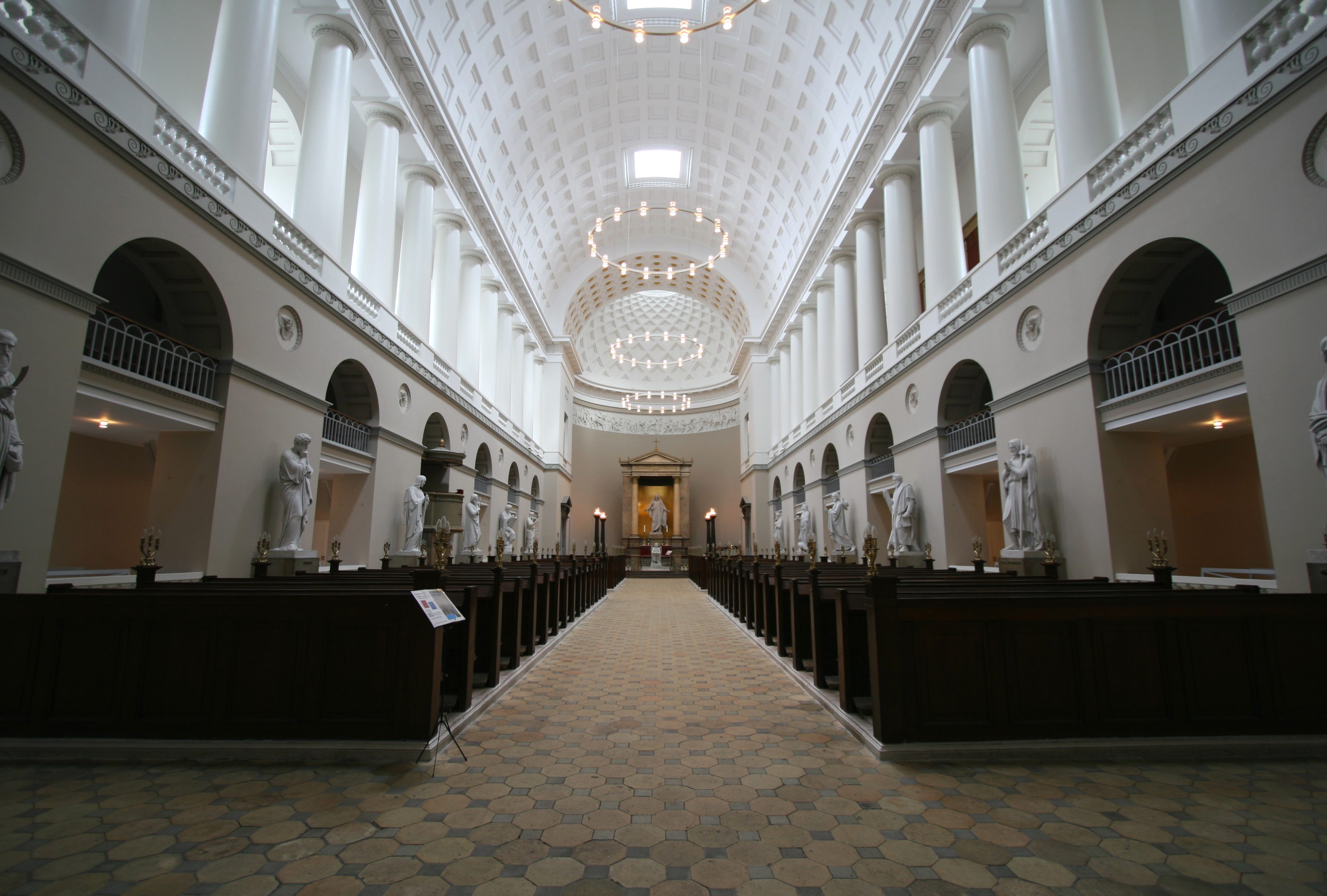
Iglesia catedral de Nuestra Señora, Copenhague, obra de C.F. Hansen (1829), estatuas de Bertel Thorvaldsen

Durante la Edad de Oro, Copenhague en particular adquirió un nuevo aspecto cuando arquitectos inspirados en el neoclasicismo repararon gran parte de los daños causados por el incendio de 1795 y por el bombardeo británico de la ciudad en 1807.
Basándose en la experiencia deC. F. Harsdorff a finales del siglo XVIII, el principal defensor del clasicismo en la Edad de Oro fue Christian Frederik Hansen, quien desarrolló un estilo bastante severo con formas limpias y simples y superficies grandes e ininterrumpidas inspiradas en la arquitectura de la antigua Grecia y Roma. Desde 1800, estuvo a cargo de todos los proyectos de construcción importantes en Copenhague, donde diseñó el entonces Ayuntamiento (ahora palacio de Justicia de Copenhague) (1805-1815) en Nytorv. También fue responsable de la reconstrucción de la iglesia catedral de Nuestra Señora (Vor Frue Kirke) y del diseño de la plaza circundante (1811-1829).
En 1800, Hansen también recibió el encargo de reconstruir el palacio de Christiansborg, que se había incendiado en 1794. Trabajó con Gustav Friedrich Hetsch , quien completó los interiores. Desafortunadamente, el palacio volvió a incendiarse en 1884. Lo único que queda es la magnífica capilla que, con sus columnas jónicas, transmite una sensación de antigüedad.
Michael Gottlieb Bindesbøll es recordado sobre todo por diseñar el Museo Thorvaldsen. En 1822, cuando era joven, experimentó el clasicismo de Karl Friedrich Schinkel en Alemania y Francia y conoció al arquitecto y arqueólogo alemán Franz Gau, quien lo introdujo en la colorida arquitectura de la antigüedad. Su tío, Jonas Collin, que fue un activo funcionario de arte y cultura bajo Federico VI, despertó el interés del rey por un museo para Bertel Thorvaldsen, el escultor danés-islandés, y le pidió a Bindesbøll que hiciera algunos bocetos para el edificio. Como los diseños de Bindensbøll se destacaban de los de otros arquitectos, se le encargó transformar el Royal Carriage Depot y el Theatre Scenery Painting Building en un museo. Emulando la construcción del Erecteion y del Partenón como edificios exentos liberados del tradicional plan urbano de calles cerradas, completó la obra en 1848.
Andreas Hallander y Johan Martin Quist  también participaron en la reconstrucción de las casas de las zonas más antiguas de Copenhague que habían sido destruidas por un incendio.

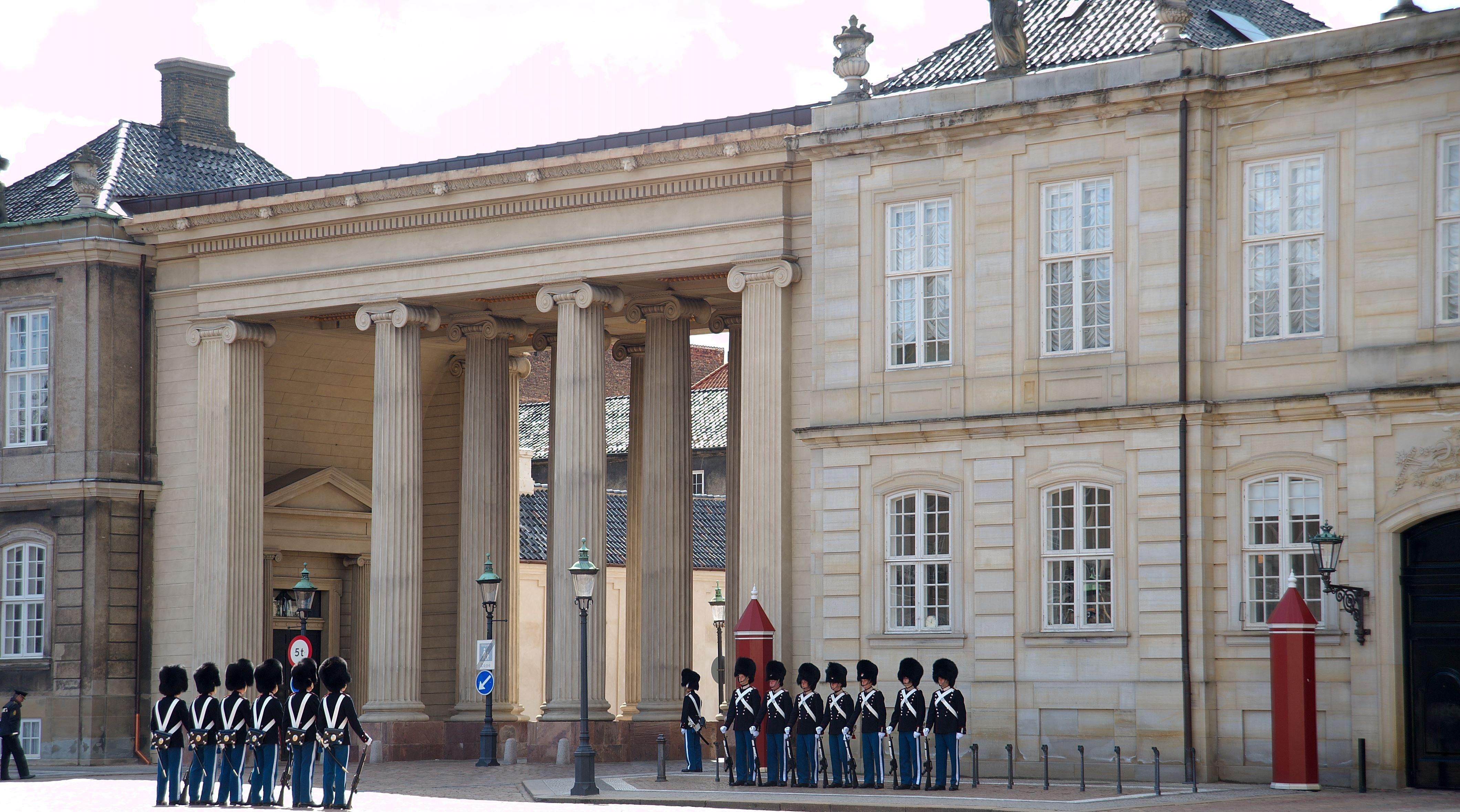
Columnata del palacio de Amalienborg (1794-1795), de C. F. Harsdorff
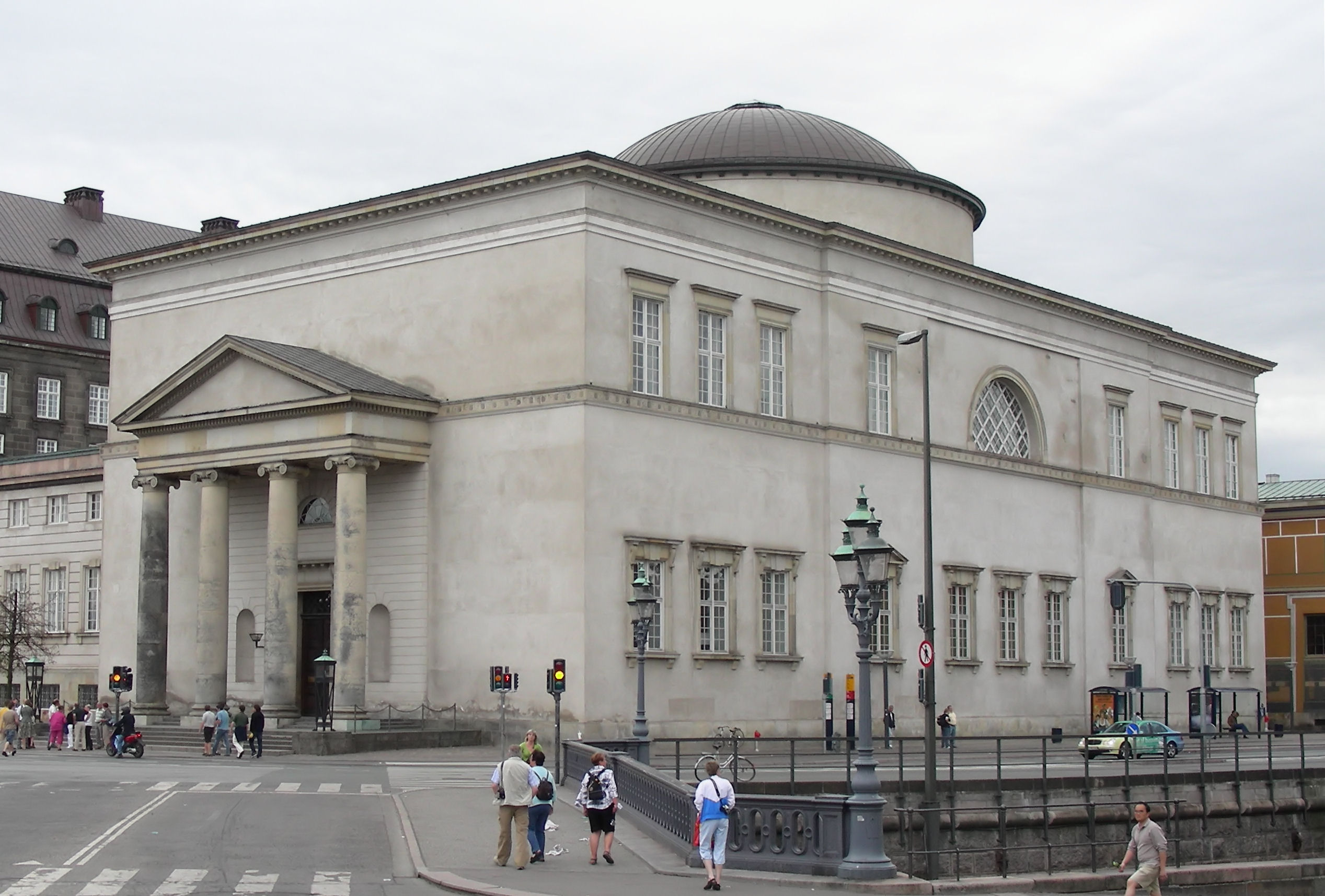
Capilla del palacio de Christiansborg, de C.F. Hansen (1813-1826)
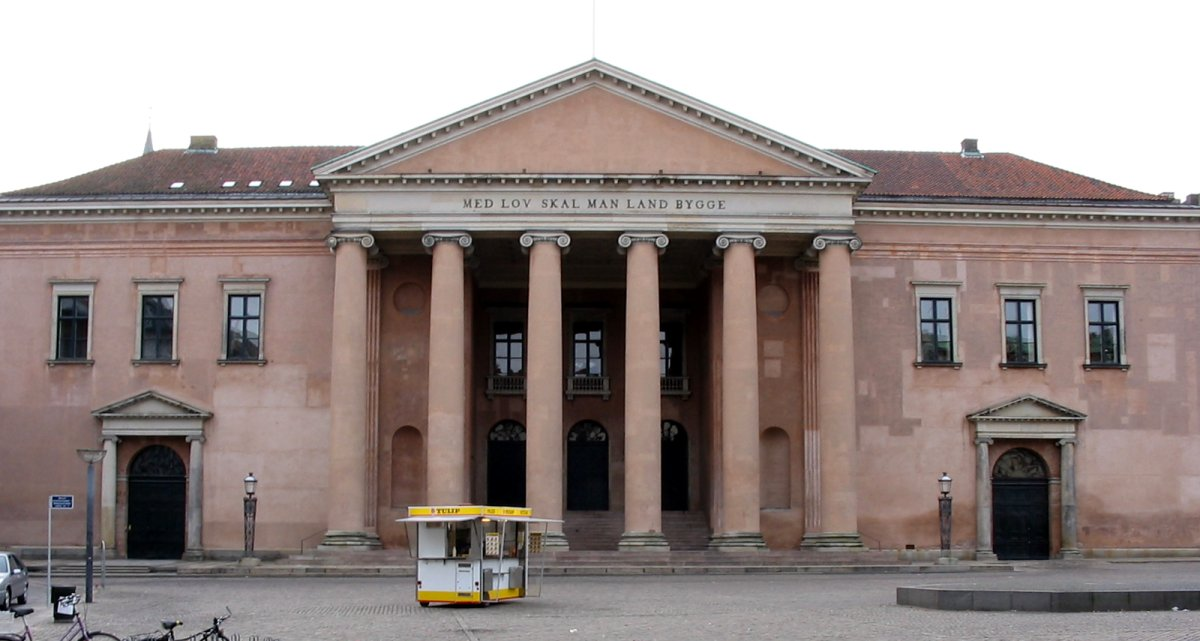
Antiguo Ayuntamiento, ahora Palacio de Justicia de Copenhague (1815), diseñado por Christian Frederik Hansen
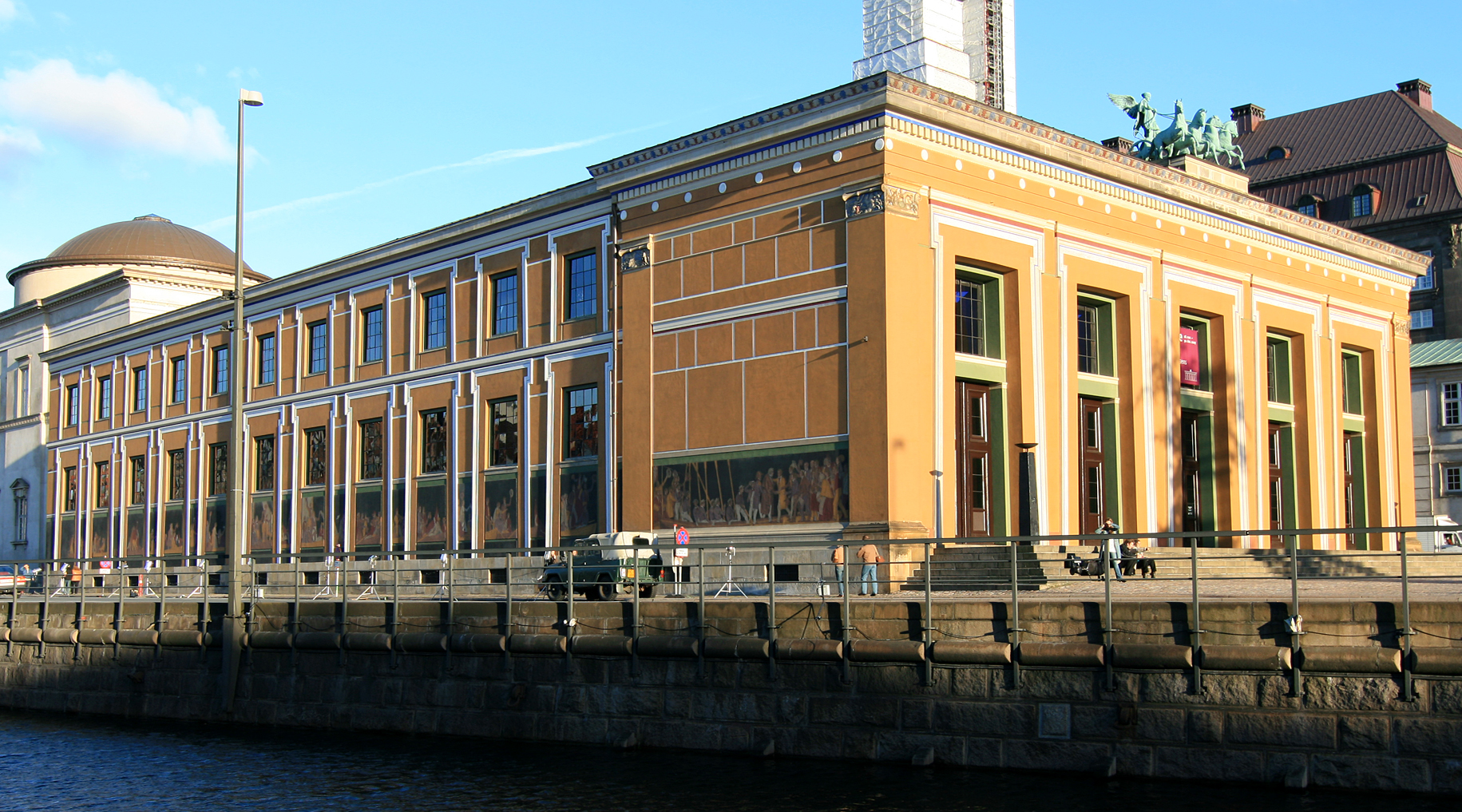
Museo Thorvaldsen, de Michael Gottlieb Bindesbøll (1838-1848)

## Escultura
Bertel Thorvaldsen, fuertemente influenciado por su larga estancia en Roma a partir de 1797, creó muchas obras reconocidas internacionalmente en su puro estilo neoclásico. Se dio a conocer con la obra Jason con el Vellocino de Oro, que fue muy elogiado por Antonio Canova y comprada por Thomas Hope, un rico coleccionista de arte británico. Otras obras conocidas son la gran Estatua de Cristo en la Catedral de Copenhague y el Monumento del León en Lucerna. Muchas de sus obras se pueden ver en el Museo Thorvaldsen de Copenhague, que no se completó hasta 1848, cuatro años después de su muerte.
Otros contribuyentes a la escultura en la Edad de Oro fueron a Hermann Ernst Freund, cuyo trabajo se centró en los dioses escandinavos, y Herman Wilhelm Bissen, que esculpió figuras contemporáneas como Landsoldaten (El soldado de infantería), un monumento a la victoria de la guerra de 1848-1851.

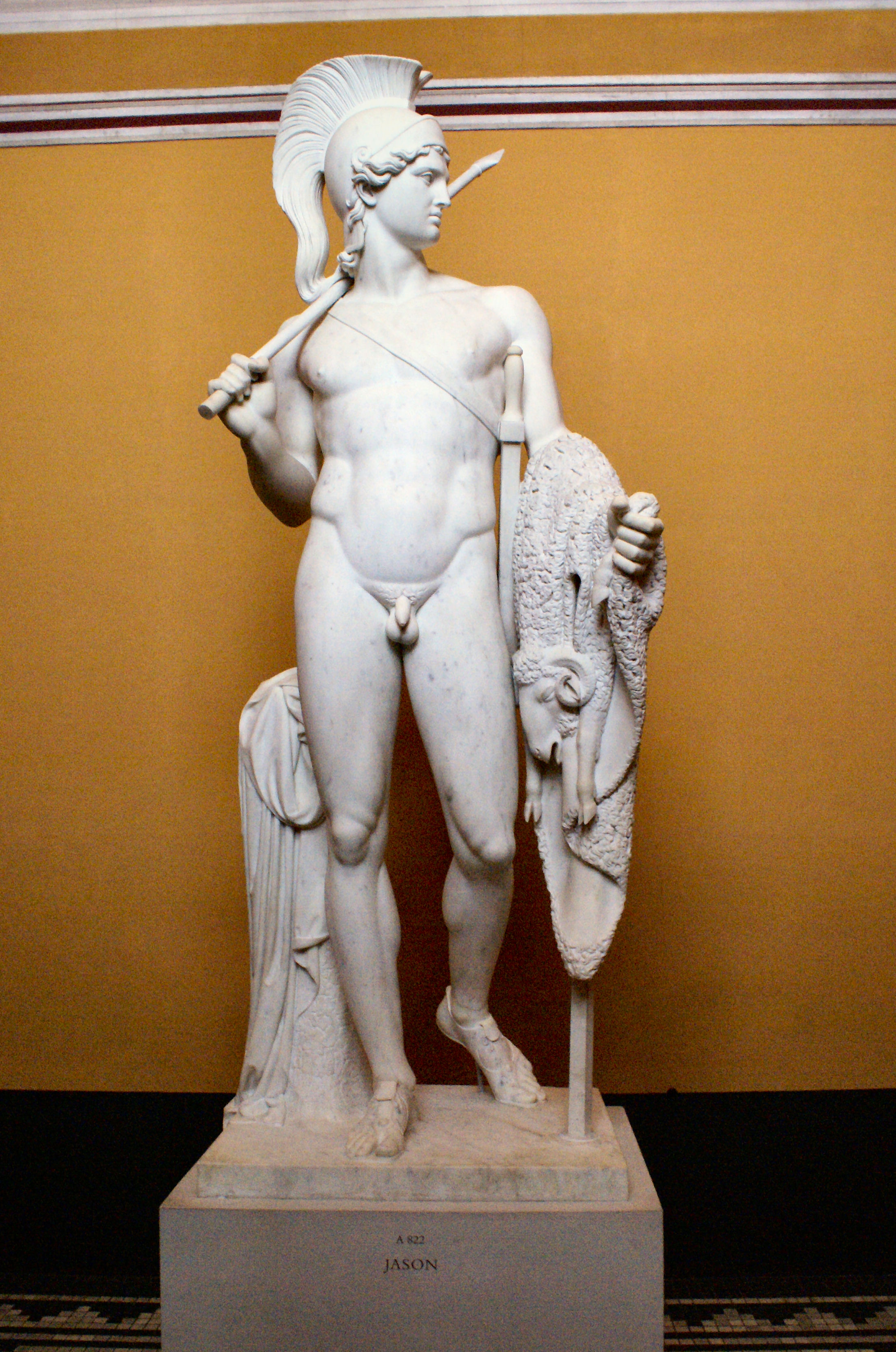
Jasón con el vellocino de oro, de Bertel Thorvaldsen (1802–03)
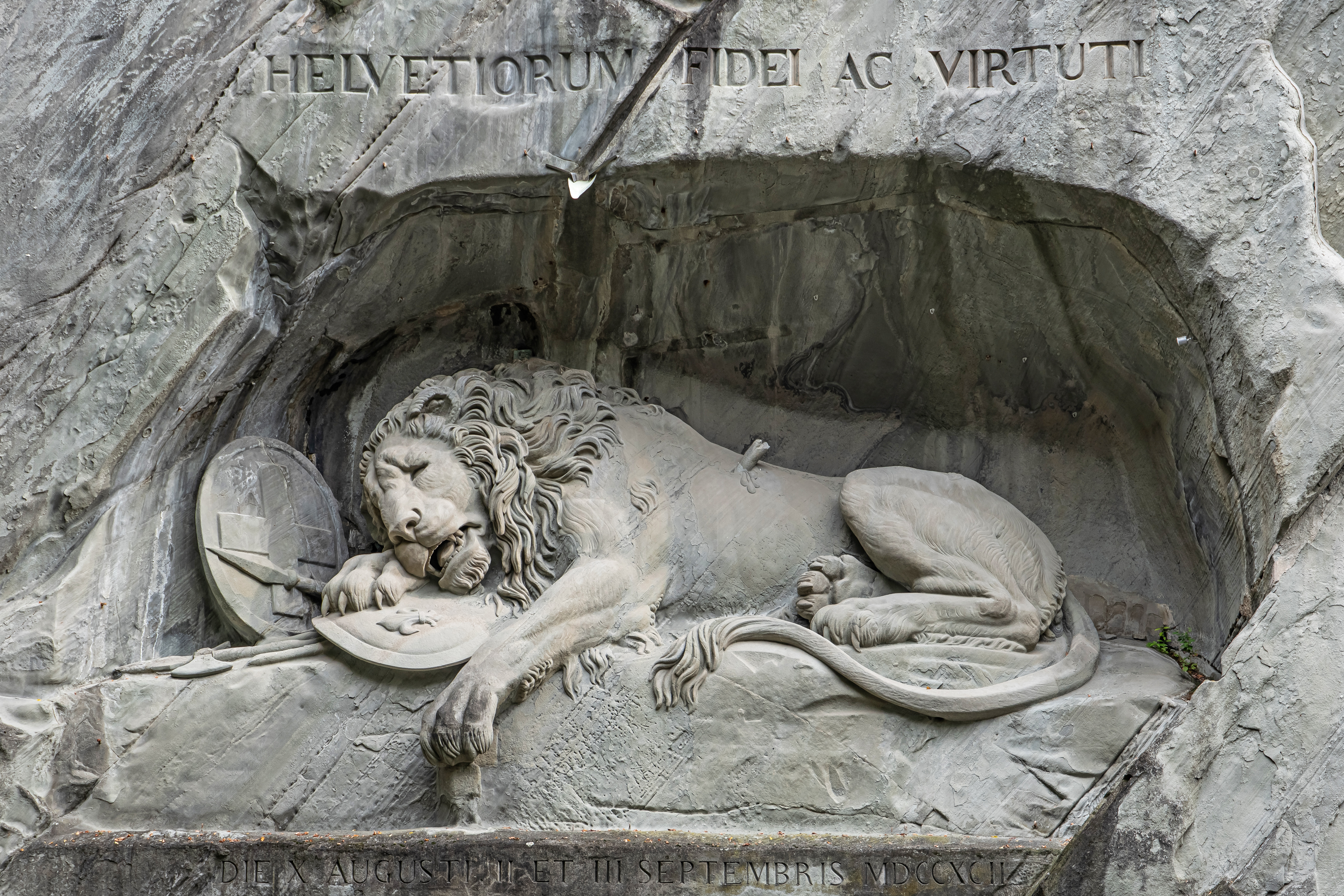
Monumento del León en Lucerna, de Bertel Thorvaldsen (1819)
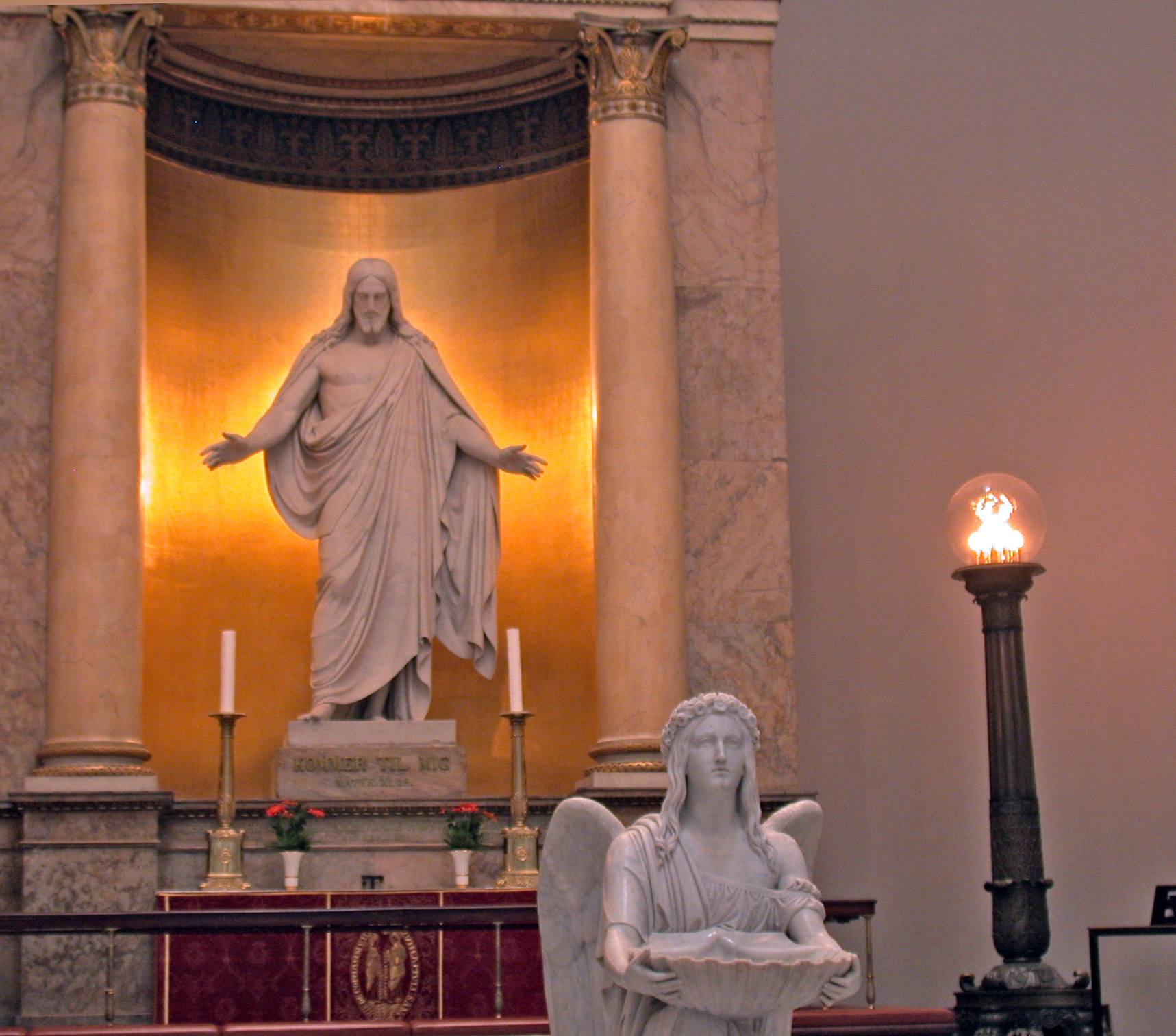
Estatua de Cristo en la catedral de Copenhague, de Berthel Thorvaldsen (1838)
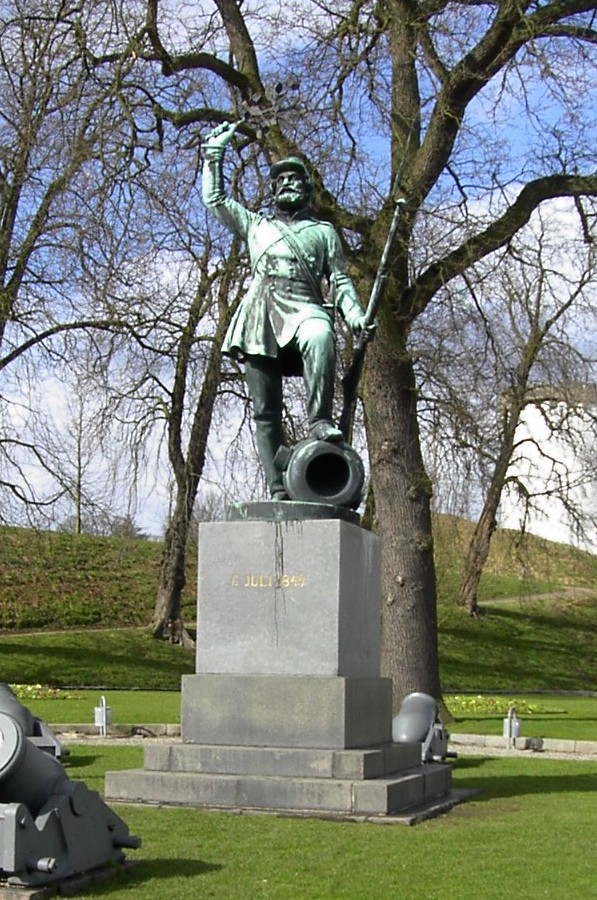
El soldado de infantería, de Herman Wilhelm Bissen (1858)

## Música y ballet

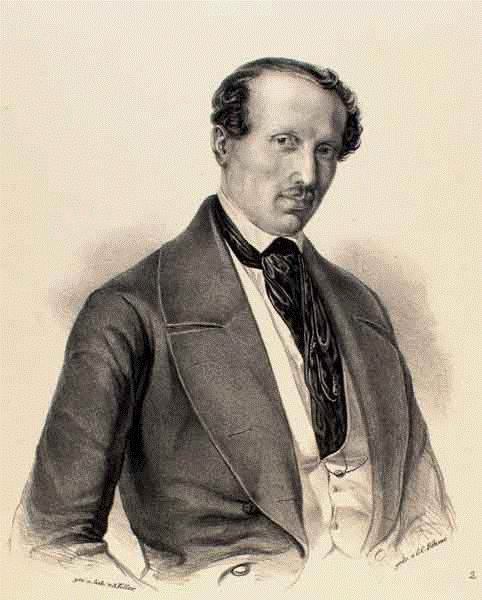
Hans Christian Lumbye (1810-1874)

En cuanto a la música, la Edad de Oro incluye varias figuras inspiradas por el nacionalismo romántico danés, incluyendo J.P.E. Hartmann, Hans Christian Lumbye, Niels W. Gade y el maestro de ballet August Bournonville. La literatura centraba en el pensamiento romántico, introducido en 1802 por el filósofo noruego-alemán Henrik Steffens. 
Colaboradores claves incluyeron Adam Oehlenschläger, Bernhard Severin Ingemann, Nikolaj Grundtvig y Hans Christian Andersen, el partidario del cuento de hadas moderno. Søren Kierkegaard avanzó la filosofía mientras Hans Christian Ørsted lograba progreso fundamental en las ciencias. Entonces, la Edad de Oro tuvo un efecto profundo no sólo en la vida en Dinamarca, sino también en el frente internacional.
El siglo XIX también vio el surgimiento de varios compositores daneses inspirados por el nacionalismo romántico.
Johan Peter Emilius Hartmann (1805-1900) contribuyó al repertorio de canciones y piano, así como a la ópera y el ballet. Desde 1843 hasta su muerte fue organista de la iglesia catedral de Nuestra Señora. Sus obras no sólo fueron románticas sino que generalmente se inspirabandas en las antiguas leyendas nórdicas. Tuvieron una fuerte influencia en una generación posterior de compositores como Edvard Grieg, Carl Nielsen y Peter Erasmus Lange-Muller. La esposa de Hartmann, Emma Hartmann, fue ella misma una compositora notable.
Hans Christian Lumbye  (1810-1874) trabajó como primer director musical en el parque de atracciones Tívoli de Copenhague cuando se inauguró en 1843. Aquí tenía una plataforma para presentar un amplio repertorio extranjero y danés, incluidos sus numerosos valses y gallops. En 1839, escuchó a una orquesta vienesa tocar música de Johann Strauss, después de lo cual compuso en el mismo estilo, ganándose finalmente el sobrenombre de "El Strauss del Norte". Una de sus piezas más populares, asociada con Tivoli, es  Champagnegaloppen (el Champagne Galop), que comienza con el alegre sonido del estallido de un corcho de champán. Se ha utilizado en varias películas danesas, incluidas Reptilicus (1961) y Champagnegaloppen (1938).

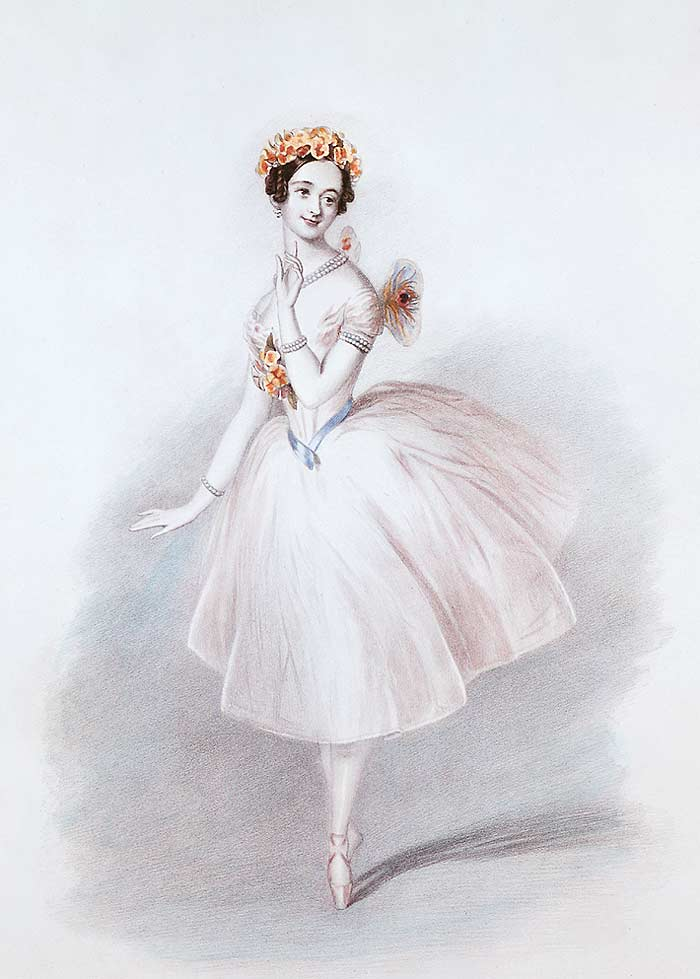
Marie Taglioni en La Sílfide de Bournonville

Niels W. Gade (1817-1890) participó en el desarrollo de Musikforeningen (la Sociedad de Música), fundada en 1836 con el propósito de ampliar y mejorar la comprensión de la música clásica. Se convirtió en su director en 1850, y bajo su dirección se estrenaron en Dinamarca varias obras maestras de la música coral, entre ellas la Pasión según San Mateo de Bach en 1875. En el conservatorio de Copenhague, Gade ayudó a enseñar a las generaciones futuras., entre ellos Edvard Grieg y Carl Nielsen. En el espíritu del nacionalismo romántico, compuso ocho sinfonías, un concierto para violín, música de cámara, piezas para órgano y piano y varias cantatas de gran formato, entre ellas Elverskud, la obra danesa más famosa de su tipo.
Fueron parte de una segunda generación de compositores importantes de este período Peter Heise, Emil Hartmann, Asger Hamerik, August Winding y C.F.E. Horneman.

### Ballet
Un importante contribuyente a la escena del ballet durante la Edad de Oro fue August Bournonville (1805-1879), el célebre maestro de ballet. De 1830 a 1877 fue el coreógrafo del Ballet Real Danés, para el que creó más de cincuenta ballets admirados por su exuberancia, ligereza y belleza. Creó un estilo que, aunque influenciado por el ballet de París, es enteramente suyo. Las obras más conocidas de Bournonville son La Sylphide (1836), Napoli (1842), Konservatoriet eller et Avisfrieri (1849), (Kermessen i Brügge) (1851) y Et Folkesagn (1854). Se basó en varios compositores diferentes, entre ellos Holger Simon Paulli, Johan Peter Emilius Hartmann y Niels Gade. Los ballets se representan ampliamente hoy en día, no sólo en Dinamarca sino en todo el mundo, especialmente en los Estados Unidos.

## Literatura y filosofía
Literatura
Durante la Edad de Oro de Dinamarca, la literatura se centró en el pensamiento romántico. Fue introducido en 1802 por el filósofo Henrik Steffens, quien dio una exitosa serie de conferencias en Elers Kollegium. Presentó los principales temas del romanticismo alemán, enfatizando la relación entre naturaleza, historia y humanidad. El movimiento fue mantenido por los románticos, especialmente Adam Oehlenschläger (1779-1850). Recordado hoy por sus  Digte (1803) y Poetiske Skrifter (1805), Oehlenschläger se convirtió rápidamente en el principal poeta danés. Bernhard Severin Ingemann (1789-1862) también publicó una colección de poemas románticos antes de producir primero una serie de obras de teatro, luego una exitosa serie de novelas y finalmente una serie de excelentes poemas religiosos que, después de ser musicalizados, se convirtieron en un importante adición a los himnos cantados en las iglesias danesas.

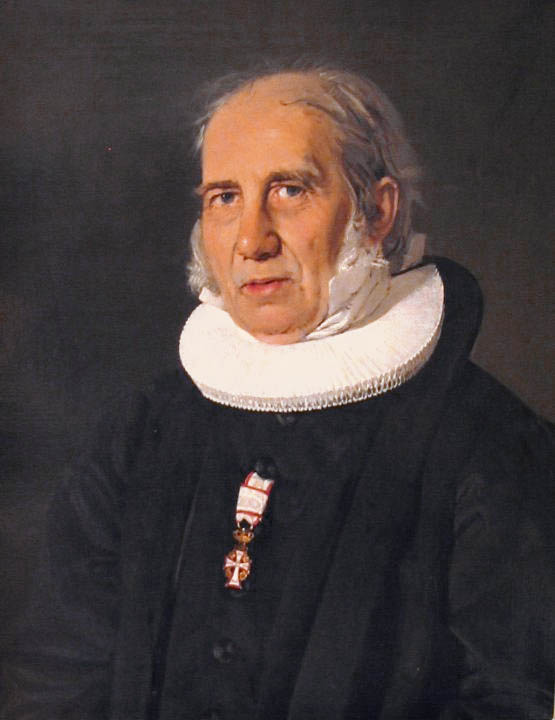
N. F. S. Grundtvig, por Christian Albrecht Jensen

Una de las figuras más importantes de la cultura literaria danesa fue N. F. S. Grundtvig (1783-1872), quien inculcó un creciente espíritu de nacionalismo basado inicialmente en su Mitología del Norte (1808) y su largo drama La caída de la vida heroica en el Norte (1809). Además de una gran cantidad de artículos y poemas, escribió varios libros, entre ellos dos historias del mundo (1814 y 1817), el largo poema histórico Roskilde-Riim  [Rima de Roskilde] (1813) y comentario en formato de libro, Roskilde Saga. El himnario de Grundtvig provocó un gran cambio en los servicios religiosos daneses, sustituyendo los himnos de los poetas nacionales por los lentos compases de los luteranos ortodoxos. En total, Grundtvig escribió o tradujo alrededor de 1500 himnos, entre ellos La palabra de Dios es nuestro gran patrimonio, la mayoría de los cuales todavía se cantan con frecuencia en la actualidad.

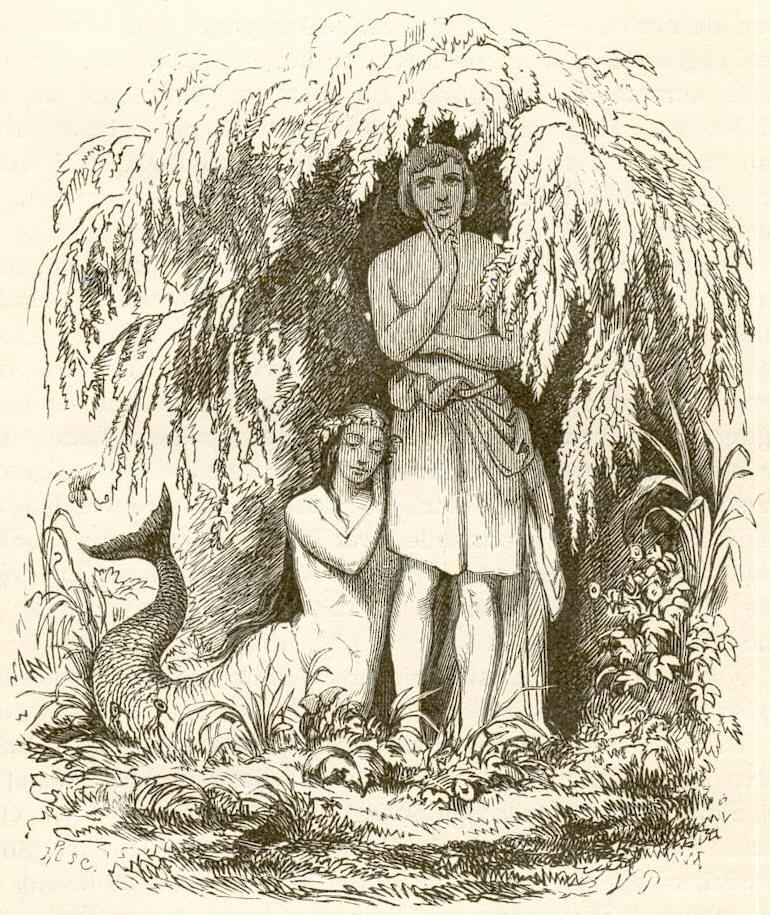
La Sirenita: ilustración de Vilhelm Pedersen

Hans Christian Andersen (1805-1875) es recordado ante todo por sus cuentos de hadas, escritos entre 1835 y 1872 no sólo para niños sino también para adultos. Entre las más populares se encuentran El soldadito de plomo, La reina de las nieves, La sirenita, Pulgarcita, La cerillera y El patito feo. Considerado el padre del cuento de hadas moderno, Andersen escribió un total de 156 cuentos de hadas, de los cuales sólo 12 se basaban en cuentos populares. Pero Andersen también escribió numerosos bocetos de viajes, varias novelas, entre ellas la muy bien recibida El improvisador (1835), una serie de poemas y su autobiografía El cuento de hadas de mi vida (1855).
Filosofía
La filosofía danesa estuvo dominada en la primera mitad del siglo XIX por la influencia de Hegel y el hegelianismo. Johan Ludvig Heiberg  (1791-1860), Frederik Christian Sibbern (1785-1872) y especialmente Hans Lassen Martensen  (1803-1884), todos los cuales contribuyeron a la popularidad del idealismo de Hegel en diversas disciplinas académicas, aunque la influencia de Hegel disminuyó significativamente en 1850. El principal crítico del hegelianismo y el filósofo danés más importante en ese momento fue Søren Kierkegaard (1813-1855), un filósofo y teólogo existencialista. Gran parte del trabajo filosófico de Kierkegaard aborda cuestiones de cómo se vive, centrándose en la prioridad de la realidad humana concreta sobre el pensamiento abstracto y destacando la importancia de la elección y el compromiso personales. Sus principales obras estéticas incluyen O lo uno o lo otro (Enten-Eller) (1843), Migajas filosóficas (Philosophiske Smuler) (1844), Etapas del camino de la vida (Stadier paa Livets Vei) (1845) y Postscriptum definitivo y no científico a las migajas filosóficas (Afsluttende uvidenskabelig Efterskrift) (1846). Oponiéndose a la filosofía hegeliana, promueven el enfoque existencial que eleva la conciencia del individuo de Dios pero intensifica su desesperación por no poder alcanzar la verdad eterna. Entre sus obras religiosas destacan Las obras del amor (Kjerlighedens Gjerninger) (1847) y Práctica del cristianismo (Indøvelse i Christendom)  (1850).
Otra figura importante de la filosofía danesa fue N. F. S. Grundtvig (1784-1872), cuyas ideas se convirtieron en una parte importante del desarrollo de la identidad nacional danesa.

## Ciencia

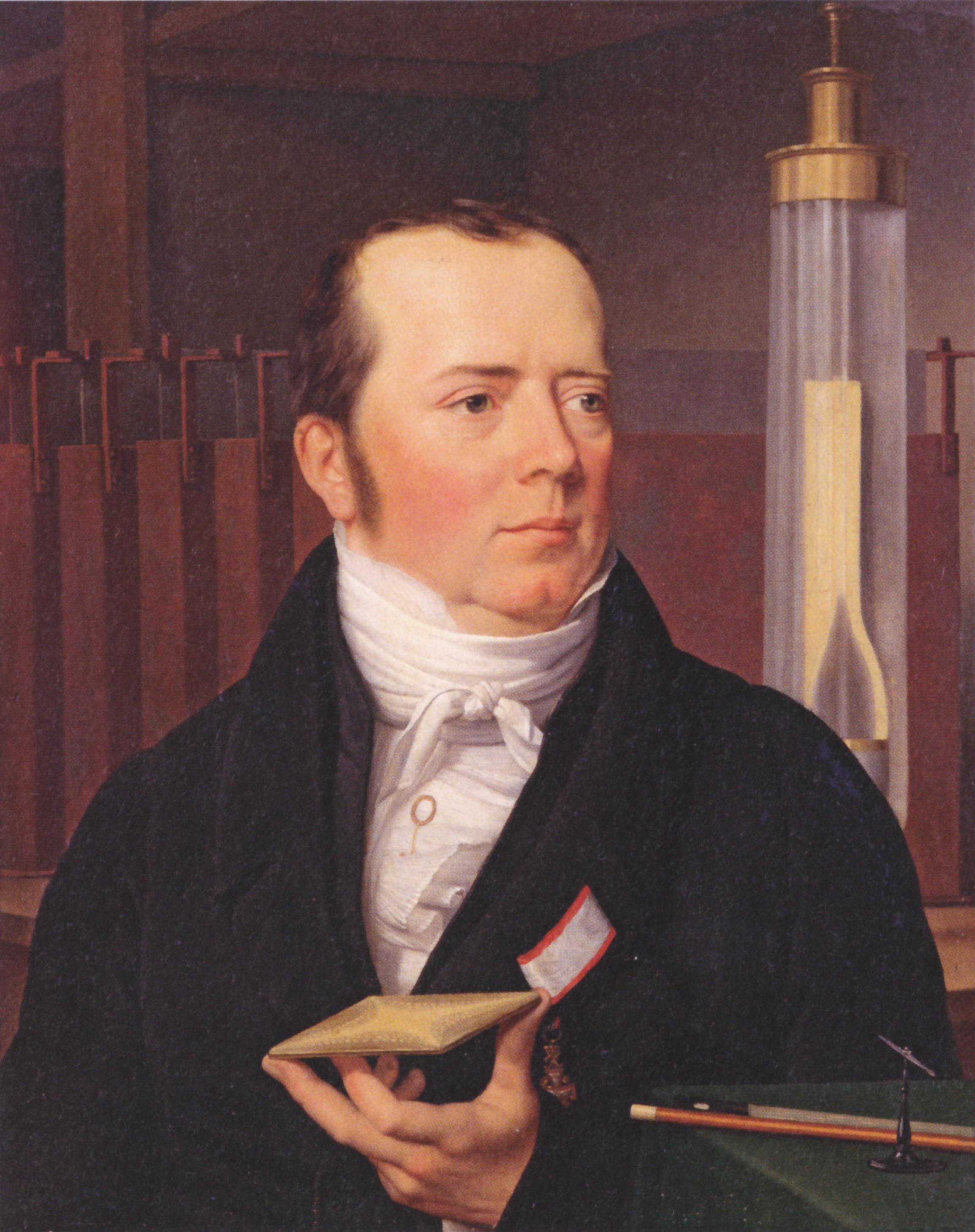
Hans Christian Ørsted

Un nombre destaca sobre todos los demás entre quienes contribuyeron a la ciencia durante la Edad de Oro danesa, el de Hans Christian Ørsted, el destacado físico y químico conocido por observar que las corrientes eléctricas inducen campos magnéticos, un aspecto importante del electromagnetismo. Dio forma a la filosofía poskantiana y a los avances de la ciencia a lo largo de finales del siglo XIX.
En 1824, Ørsted fundó Selskabet for Naturlærens Udbredelse (SNU), una sociedad para difundir el conocimiento de las ciencias naturales. También fue el fundador de organizaciones predecesoras que finalmente se convirtieron en el Instituto Meteorológico Danés y la Oficina Danesa de Patentes y Marcas. Ørsted fue el primer pensador moderno en describir y nombrar explícitamente el experimento mental. Estaba convencido de que todas las cosas en el universo estaban relacionadas, tanto material como espiritualmente. Así lo describió en su obra filosófica Ånden i naturen [El espíritu en la naturaleza].
Ørsted contribuyó en gran medida a la Edad de Oro, especialmente a través de su estrecha amistad con Hans Christian Andersen.

## Impacto
Los principales actores de la Edad de Oro danesa no sólo han tenido un impacto duradero en Dinamarca, sino en todo el mundo. Los cuentos de hadas de Hans Christian Andersen se han traducido a más de 150 idiomas, más que cualquier libro aparte de la Biblia, y se siguen leyendo a los niños de todo el mundo. Con la excepción de Ludvig Holberg, nacido en Noruega, ningún escritor danés antes de 1870 ejerció una influencia tan amplia como Adam Gottlob Oehlenschläger. Su labor consistió en despertar el entusiasmo de sus compatriotas por la poesía y la religión de sus antepasados, hasta el punto de que su nombre sigue siendo hasta el día de hoy sinónimo de romance escandinavo.
En arquitectura, cuando estaba diseñando el Museo Thorvaldsen, Michael Bindesbøll prestó especial atención a liberar el edificio de su entorno. Su libre percepción del espacio sirvió de principio rector para las ciudades y edificios del futuro.
El coreógrafo August Bournonville, resistiendo muchos de los excesos de los ballets de la época romántica, dio igual énfasis a los roles masculinos y femeninos en su trabajo en una época en la que el ballet europeo enfatizaba a la bailarina.
N. F. S. Grundtvig ejerció una influencia considerable en la educación, promoviendo un espíritu de libertad, poesía y creatividad disciplinada. Oponiéndose a la compulsión y a los exámenes, abogó por liberar la creatividad humana de acuerdo con el orden universalmente creativo de la vida. Se debía encender un espíritu de libertad, cooperación y descubrimiento en los individuos, en la ciencia y en la sociedad en su conjunto. Søren Kierkegaard también ha influido fuertemente en la filosofía y la literatura hasta nuestros días. Entre los muchos que se han beneficiado de sus ideas se encuentran Jean-Paul Sartre, Niels Bohr y W. H. Auden.
Los avances científicos de Hans Christian Ørsted contribuyeron fundamentalmente a la química, con sus trabajos sobre el aluminio, y especialmente a la física, con sus concluyentes investigaciones sobre el electromagnetismo.
Finalmente, muchas de las obras de los pintores y escultores de la época continúan exponiéndose en los mejores museos y galerías del mundo. Algunos, como Christen Købke, han despertado un renovado interés en los últimos años.
N. F. S. Grundtvig exerted considerable influence on education, promoting a spirit of freedom, poetry and disciplined creativity. Opposing compulsion and examinations, he advocated unleashing human creativity according to the universally creative order of life. A spirit of freedom, cooperation and discovery was to be kindled in individuals, in science, and in society as a whole. Søren Kierkegaard has also strongly influenced philosophy and literature right up to the present day. Among the many who have profited from his ideas are Jean-Paul Sartre, Niels Bohr and W. H. Auden.